# Antonio Adán
Antonio Adán Garrido (Madrid, 13 de maio de 1987) é um futebolista espanhol que atua como guarda-redes. Atualmente está sem clube.

## Carreira
Adán começou sua carreira no Real Madrid C, em 2000. Após duas temporadas, foi promovido ao Real Madrid Castilla, onde chegou a ser convocado para as seleções de base espanhola.
Com a saída de Codina para o Getafe, Adán foi promovido a equipe principal, como terceiro guarda-redes (goleiro) e inscrito na UEFA Champions League.
Em 2 de setembro de 2013, Adán encerrou oficialmente seu contrato com o Real Madrid.
No dia 23 de novembro de 2013, acertou com o Cagliari.
Acertou em janeiro de 2014, sua ida para Betis.
Em 4 de julho de 2018, Adán foi contratado pelo Atlético de Madrid.
Em 20 de Agosto de 2020, Adán assinou contrato pelo Sporting Clube de Portugal.

## Títulos
Real Madrid
- Copa do Rei: 2010–11
- La Liga: 2011–12
- Supercopa da Espanha: 2012

Atlético de Madrid
- Supercopa da UEFA: 2018

Sporting
- Taça da Liga: 2020–21 e 2021–22
- Primeira Liga: 2020–21 e 2023–24
- Supertaça Cândido de Oliveira: 2021